# Häxprocessen i Ovanåker
Häxprocessen i Ovanåker ägde rum i Ovanåker och Alfta under det stora oväsendet i Hälsingland mellan 1671 och 1672. 22 personer åtalades, av vilka åtta avrättades avrättades 8 maj 1672. Den utgjorde början på det stora oväsendet i Hälsingland. Häxprocessen är indelad i två processer föregångna av en defamationsmål; den andra processen omfattade även Alfta. 

## Historik
Under julen 1671 hade pigan Margarets Ersdotter besökt Ore och kommenterat de häxprocesser som då pågått i Dalarna. Skräddaren Jöns Gudmunsson hade då påpekat att det var lika illa i Ovanåker och pekat ut flera kvinnor från Knåda by. I februari 1671 hölls därför två trolldomsmål vid tinget i Ovanåker. De avfärdades dock sedan Jöns Gudmunsson medgett att han ljugit. 
Häxjakten i Ovanåker togs dock snart upp igen. Vid ett extra vårting i april 1671 åtalades ett stort antal personer för att ha bortfört barn till Blåkulla, slutit en pakt med Satan och haft samlag med denna. 
I november 1671 hänvisades häradsrättens domar från Ovanåker till hovrätten, som behandlades dem i mars 1672 och fattade beslut i april. De dömda hade då suttit fängslade i nästan ett år. 22 personer dömdes i häxprocessen i Ovanåker. Åtta av dem, alla kvinnor, dömdes till döden. Domarna innebar ett precedensfall och en brytning med tidigare praxis, genom att en av de åtalade kvinnorna dömdes mot sitt eget nekande. Det var efter detta den fortfarande nekande Stor-Märit i Dalarna slutligen kunde dömas och avrättas mot sitt nekande. De dömda i Ovanåker avrättades 8 maj 1672. 
Efter avrättningen hölls ett nytt ting, som varande i två veckor, där ytterligare personer anklagades för trolldom. 19 personer dömdes till döden i den andra häxprocessen: 13 från Ovanåker och sex från Alfta.